# Plesienchelys
Plesienchelys is een monotypisch geslacht van straalvinnige vissen uit de familie van de puitalen (Zoarcidae).

## Soort
- Plesienchelys stehmanni (Gosztonyi, 1977)